# Grammy Award alla miglior colonna sonora per i media visivi
Il Grammy Award alla miglior colonna sonora per i media visivi (Grammy Award for Best Score Soundtrack for Visual Media (Includes Film and Television)) è un premio Grammy conferito a un compositore (o compositori) per una colonna sonora originale creata per un film, un programma televisivo o una serie o altri media visivi.
È assegnato dal 1959. Originariamente noto come il Best Sound Track Album – Background Score from a Motion Picture or Television, il premio è ora noto come il Grammy Award for Best Score Soundtrack for Visual Media. Fino al 2001, il premio veniva assegnato solo al compositore. Dal 2001 al 2007, il/i produttore/i musicale/i e l'ingegnere del suono/mixer hanno condiviso il premio. Nel 2007, il premio è tornato a essere un premio per soli compositori.
La candidature di Austin Wintory per Journey è stata l'unica volta in cui un videogioco è stato candidato in questa categoria. Nel 2022 è stata creata la nuova categoria miglior colonna sonora per videogiochi e altri media interattivi.

## Vincitori e candidati

### Anni 1950
- 1959
  - Duke Ellington - Anatomia di un omicidio (Anatomy of a Murder)
  - Stanley Wilson - Il tenente Ballinger (M Squad)
  - Franz Waxman - La storia di una monaca (The Nun's Story)
  - Dick Cathcart - Tempo di furore (Pete Kelly's Blues)
  - Henry Mancini - Peter Gunn

### Anni 1960
- 1961
  - Ernest Gold - Exodus

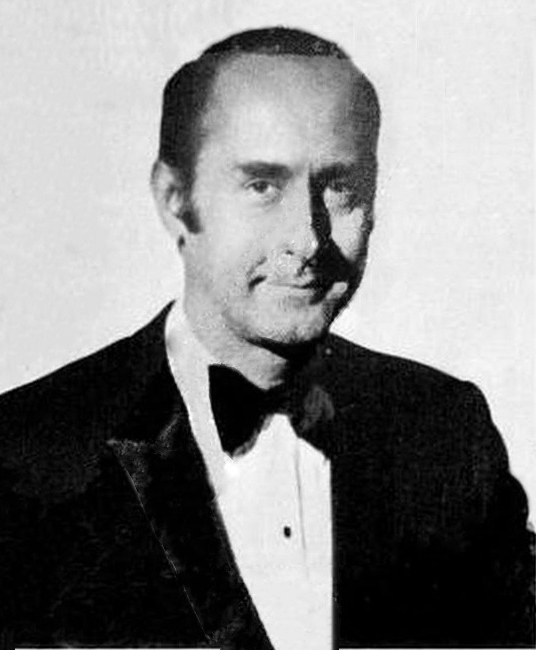
Henry Mancini, vincitore nel 1962, ha ricevuto un totale di 11 candidature.

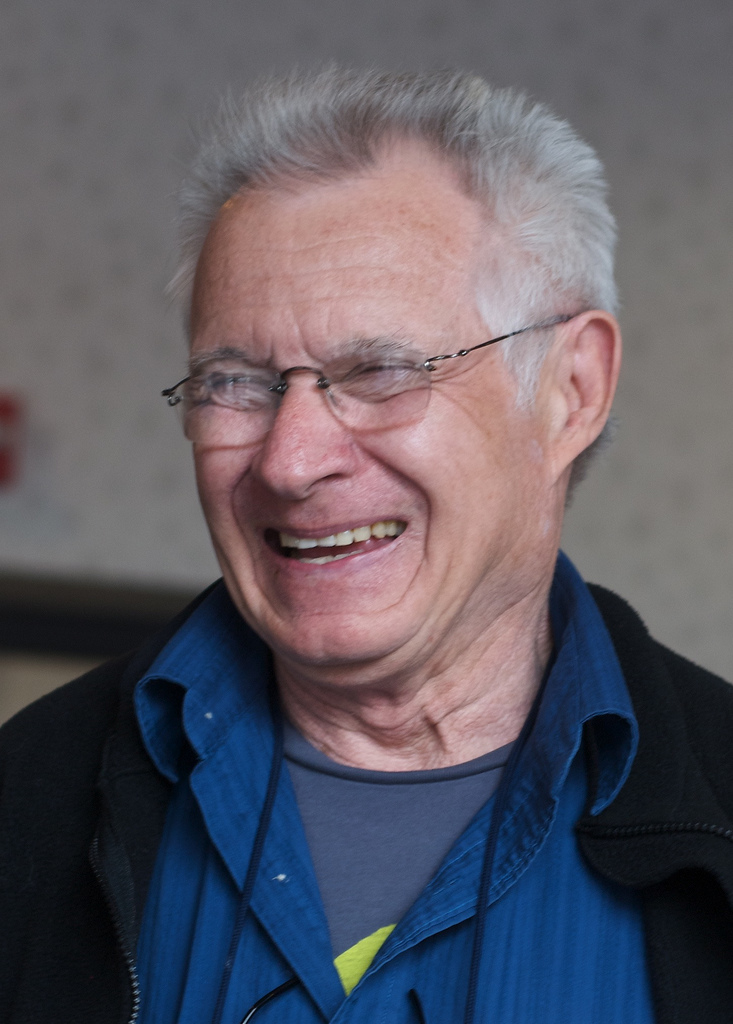
Dave Grusin ha vinto 2 volte in questa categoria.

  - Adolph Deutsch - L'appartamento (The Apartment)
  - Miklós Rózsa - Ben-Hur
  - Henry Mancini - Mr. Lucky
  - Nelson Riddle - Gli intoccabili (The Untouchables)
- 1962
  - Henry Mancini - Colazione da Tiffany (Breakfast at Tiffany's)
  - John Williams - Scacco matto (Checkmate)
  - Dimitri Tiomkin - I cannoni di Navarone (The Guns of Navarone)
  - Nino Rota - La dolce vita
  - Duke Ellington - Paris Blues
- 1964
  - John Addison - Tom Jones
  - Alex North - Cleopatra
  - Maurice Jarre - Lawrence d'Arabia (Lawrence of Arabia)
  - Riz Ortolani - Mondo Cane
- 1965
  - Richard M. Sherman e Robert B. Sherman - Mary Poppins
  - John Barry - Agente 007 - Missione Goldfinger (Goldfinger)
  - John Lennon e Paul McCartney - Tutti per uno (A Hard Day's Night)
  - Henry Mancini - La Pantera Rosa (The Pink Panther)
  - Sammy Cahn e Jimmy Van Heusen - I 4 di Chicago (Robin and the 7 Hoods)
- 1966
  - Johnny Mandel - Castelli di sabbia (The Sandpiper)
  - John Lennon, Paul McCartney, George Harrison e Ken Thorne - Help!
  - Michel Legrand e Jacques Demy - Les Parapluies de Cherbourg
  - Lalo Schifrin, Morton Stevens, Walter Scharf e Jerry Goldsmith - Organizzazione U.N.C.L.E. (The Man from U.N.C.L.E.)
  - Mikīs Theodōrakīs - Zorba il greco (Zorba the Greek o anche Alexis Zorbas)
- 1967
  - Maurice Jarre - Il dottor Živago (Doctor Zhivago)
  - Sonny Rollins - Alfie
  - Henry Mancini - Arabesque
  - John Barry - Nata libera (Born free)
  - Alex North - Chi ha paura di Virginia Woolf? (Who's Afraid of Virginia Woolf?)
- 1968
  - Lalo Schifrin - Missione impossibile (Mission: Impossible)
  - Burt Bacharach - James Bond 007 - Casino Royale (Casino Royale)
  - Leslie Bricusse - Il favoloso dottor Dolittle (Doctor Dolittle)
  - Quincy Jones - La calda notte dell'ispettore Tibbs (In the Heat of the Night)
  - Ron Grainer, Don Black e Mark London - La scuola della violenza (To Sir, with Love)
- 1969
  - Dave Grusin e Paul Simon - Il laureato
  - Charles Strouse - Gangster Story (Bonnie and Clyde)
  - Lalo Schifrin - La volpe (The Fox)
  - Neal Hefti - La strana coppia (The Odd Couple)
  - André Previn - La valle delle bambole (Valley of the Dolls)

### Anni 1970
- 1970

L'italiano Nino Rota ha vinto il premio nel 1973 per la colonna sonora de Il padrino.

  - Burt Bacharach - Butch Cassidy (Butch Cassidy and the Sundance Kid)
  - Quincy Jones - L'uomo perduto (The Lost Man)
  - Quincy Jones - L'oro di Mackenna (Mackenna's Gold)
  - Henry Mancini - Me, Natalie
  - John Lennon, Paul McCartney, George Harrison e George Martin - Yellow Submarine
- 1971
  - The Beatles - Let It Be - Un giorno con i Beatles (Let It Be)
  - Alfred Newman - Airport
  - Johnny Mercer e Henry Mancini - Operazione Crêpes Suzette (Darling Lili)
  - Johnny Mandel - M*A*S*H
  - Fred Karlin - Pookie (The Sterile Cuckoo)
- 1972
  - Isaac Hayes - Shaft il detective (Shaft)
  - Barry De Vorzon e Perry Botkin Jr. - Bless the Beasts and Children
  - Elton John e Bernie Taupin - Friends
  - Francis Lai - Love Story
  - Maurice Jarre - Ryan's Daughter
- 1973
  - Nino Rota - Il padrino (The Godfather)
  - Quincy Jones - Il genio della rapina ($)
  - Manuel De Sica - Il giardino dei Finzi Contini
  - Richard Rodney Bennett - Nicola e Alessandra (Nicholas and Alexandra)
  - Curtis Mayfield - Super Fly
- 1974
  - Neil Diamond - Il gabbiano Jonathan (Jonathan Livingston Seagull)
  - Gato Barbieri - Ultimo tango a Parigi
  - Paul McCartney, Linda McCartney e George Martin - Agente 007 - Vivi e lascia morire (Live and Let Die)
  - Bob Dylan - Pat Garrett & Billy the Kid
  - Taj Mahal - Sounder
- 1975
  - Alan Bergman, Marilyn Bergman e Marvin Hamlisch - Come eravamo (The Way We Were)
  - Herbie Hancock - Il giustiziere della notte (Death Wish)
  - Jerry Goldsmith - QB VII
  - Mikīs Theodōrakīs - Serpico
  - Michel Legrand - I tre moschettieri (The Three Musketeers)
- 1976
  - John Williams - Lo squalo (Jaws)
  - Richard Rodney Bennett - Assassinio sull'Orient Express (Murder on the Orient Express)
  - Keith Carradine, Ronee Blakley, Richard Baskin, Ben Raleigh, Richard Reicheg, Henry Gibson e Karen Black - Nashville
  - Henry Mancini - La Pantera Rosa colpisce ancora (The Return of the Pink Panther)
  - Jerry Goldsmith - Il vento e il leone (The Wind and the Lion)
- 1977
  - Norman Whitfield - Car Wash
  - Jerry Goldsmith - Il presagio (The Omen)
  - Jack Nitzsche - Qualcuno volò sul nido del cuculo (One Flew Over the Cuckoo's Nest)
  - Alex North - Il ricco e il povero (Rich Man, Poor Man)
  - Bernard Herrmann - Taxi Driver
- 1978
  - John Williams - Guerre stellari (Star Wars)
  - Bill Conti - Rocky
  - Marvin Hamlisch - La spia che mi amava (The Spy Who Loved Me)
  - Kenny Ascher, Alan Bergman, Marilyn Bergman, Rupert Holmes, Leon Russell, Barbra Streisand, Donna Weiss, Paul Williams e Kenny Loggins - È nata una stella (A Star Is Born)
  - Joe Brooks - Tu accendi la mia vita (You Light Up My Life)
- 1979
  - John Williams - Incontri ravvicinati del terzo tipo (Close Encounters of the Third Kind)
  - Stu Phillips, John Andrew Tartaglia, Sue Collins e Glen A. Larson - Galactica (Battlestar Galactica)
  - Morton Gould - Olocausto (Holocaust)
  - Giorgio Moroder, Chris Bennett, David Castle, Billy Hayes ed Oliver Stone - Fuga di mezzanotte (Midnight Express)
  - Henry Mancini (compositore) e Leslie Bricusse (autore) - La vendetta della Pantera Rosa (The Revenge of the Pink Panther)

### Anni 1980
- 1980
  - John Williams - Superman
  - Jerry Goldsmith - Alien

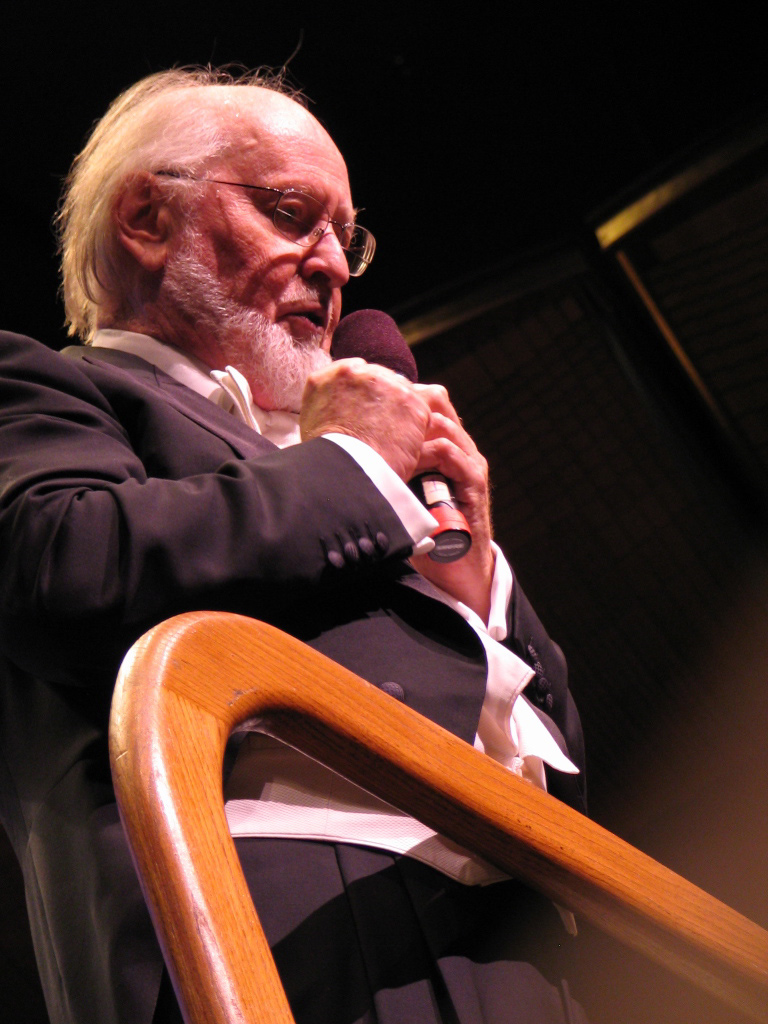
John Williams ha vinto 6 volte consecutivamente tra il 1978 e il 1983. In totale ha vinto 11 volte ed è stato candidato 36 volte, in questa categoria.

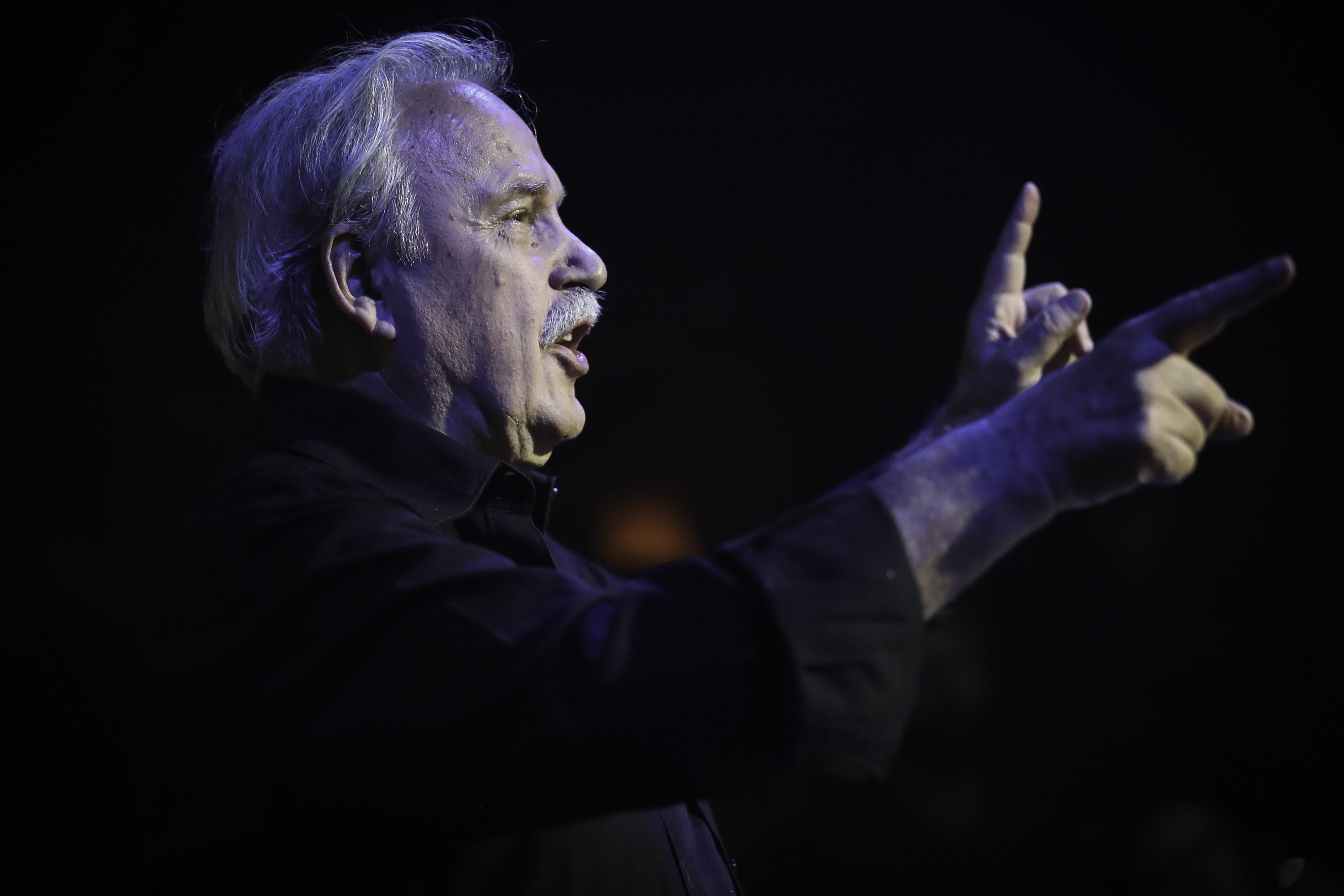
L'italiano Giorgio Moroder ha vinto il premio nel 1984 per la colonna sonora di Flashdance.

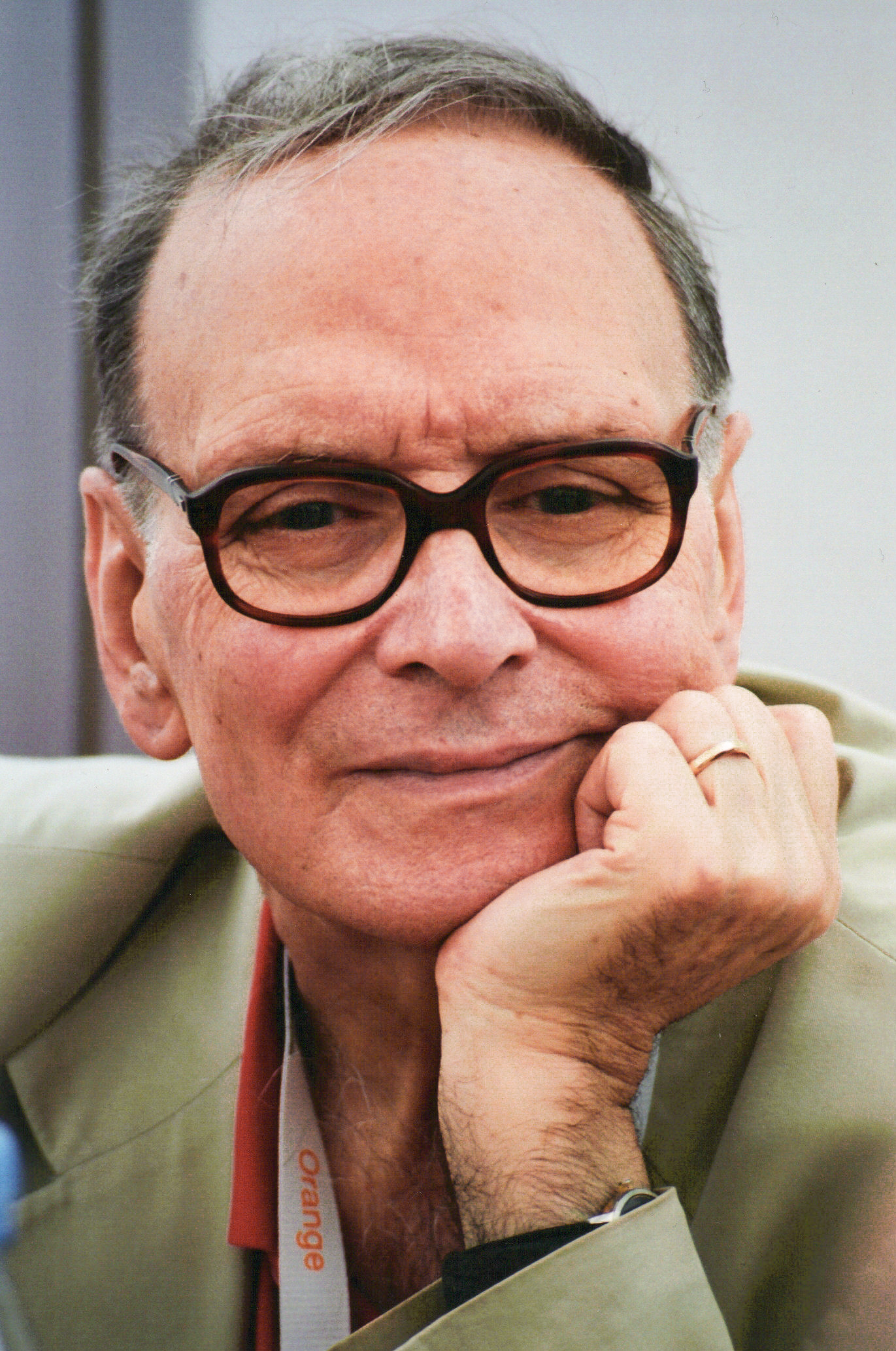
L'italiano Ennio Morricone ha vinto il premio nel 1988 per la colonna sonora di The Untouchables - Gli intoccabili.

  - Carmine Coppola e Francis Ford Coppola - Apocalypse Now
  - Alan Parsons, Eric Woolfson e Marvin Hamlisch (compositori), Carole Bayer Sager (autore) - Castelli di ghiaccio (Ice Castles)
  - Paul Williams e Kenny Ascher - Ecco il film dei Muppet (The Muppet Movie)
- 1981
  - John Williams - L'Impero colpisce ancora (The Empire Strikes Back)
  - Michael Gore, Anthony Evans, Paul McCrane, Dean Pitchford, Lesley Gore, Robert F. Colesberry - Saranno famosi (Fame)
  - Stevie Wonder, Michael Sembello, Stephanie Andrews e Yvonne Wright - Journey through the Secret Life of Plants
  - Paul Simon - One-Trick Pony
  - J. D. Souther, Boz Scaggs, David Foster, Jerry Foster, Bill Rice, Brian Collins, Robby Campbell, Joe Walsh, Bob Morrison, Johnny Wilson, Dan Fogelberg, Bob Seger, Wayland Holyfield, Bob House, Wanda Mallette e Patti Ryan - Urban Cowboy
- 1982
  - John Williams - I predatori dell'arca perduta (Raiders of the Lost Ark)
  - Charles Fox e Dolly Parton - 9 to 5
  - John Morris - The Elephant Man
  - Jonathan Tunick, Lionel Richie e Thomas McClary - Amore senza fine (Endless Love)
  - Neil Diamond, Gilbert Bécaud, Alan E. Lindgren, Richard Bennett e Doug Rhone - Il cantante di jazz (The Jazz Singer)
- 1983
  - John Williams - E.T. l'extra-terrestre (E.T. The Extra-Terrestrial)
  - Carl Davis - La donna del tenente francese (The French Lieutenant's Woman)
  - Dave Grusin - Sul lago dorato (On Golden Pond)
  - Randy Newman - Ragtime
  - Henry Mancini (compositore) e Leslie Bricusse (autore) - Victor Victoria (Victor/Victoria)
- 1984
  - AA.VV. - Flashdance
  - Ravi Shankar e George Fenton - Gandhi
  - John Williams - Il ritorno dello Jedi (Return of the Jedi)
  - Frank Stallone, Bruce Stephen Foster, Roy Freeland, Vince DiCola, Thomas Marolda, Joe Esposito, Randy Bishop, Tommy Faragher, Barry Gibb, Maurice Gibb e Robin Gibb - Staying Alive
  - Dave Grusin - Tootsie
- 1985
  - Prince e The Revolution - Purple Rain
  - Phil Collins, Stevie Nicks, Peter Gabriel, Stuart Adamson, Mike Rutherford, Kid Creole, Michel Colombier e Larry Carlton - Due vite in gioco (Against All Odds)
  - Bill Wolfer, Dean Pitchford, Kenny Loggins, Tom Snow, Sammy Hagar, Michael Gore, Eric Carmen e Jim Steinman - Footloose
  - Ray Parker Jr., Kevin O'Neal, Bobby Alessi, David Immer, Tom Bailey, Graham Russell, David Foster, Jay Graydon, Diane Warren, Mick Smiley ed Elmer Bernstein - Ghostbusters - Acchiappafantasmi (Ghostbusters)
  - Michel Legrand, Alan Bergman e Marilyn Bergman - Yentl
- 1986
  - AA.VV. - Beverly Hills Cop - Un piedipiatti a Beverly Hills (Beverly Hills Cop)
  - Johnny Colla, Chris Hayes, Huey Lewis, Lindsey Buckingham, Alan Silvestri, Eric Clapton e Sean Hopper - Ritorno al futuro (Back to the Future)
  - Maurice Jarre - Passaggio in India (A Passage to India)
  - David Foster, John Parr, Billy Squier, John Elefante, Dino Elefante, Jon Anderson, Fee Waybill, Steve Lukather, Richard Marx, Jay Graydon, Steve Kipner, Peter Beckett e Cynthia Weil - St. Elmo's Fire
  - Maurice Jarre - Witness - Il testimone (Witness)
- 1987: candidati nella categoria miglior composizione strumentale
- 1988
  - Ennio Morricone - The Untouchables - Gli intoccabili (The Untouchables)
  - James Horner - Fievel sbarca in America (An American Tail)
  - Henry Mancini - Lo zoo di vetro (The Glass Menagerie)
  - Mark Knopfler - La storia fantastica (The Princess Bride)
  - John Williams - Le streghe di Eastwick (The Witches of Eastwick)
- 1989
  - AA.VV. - L'ultimo imperatore (The Last Emperor)
  - John Williams - L'impero del sole (Empire of the Sun)
  - Maurice Jarre - Attrazione fatale (Fatal Attraction)
  - Joe Jackson - Tucker - Un uomo e il suo sogno (Tucker: The Man and His Dream)
  - Alan Silvestri - Chi ha incastrato Roger Rabbit (Who Framed Roger Rabbit)

### Anni 1990
- 1990

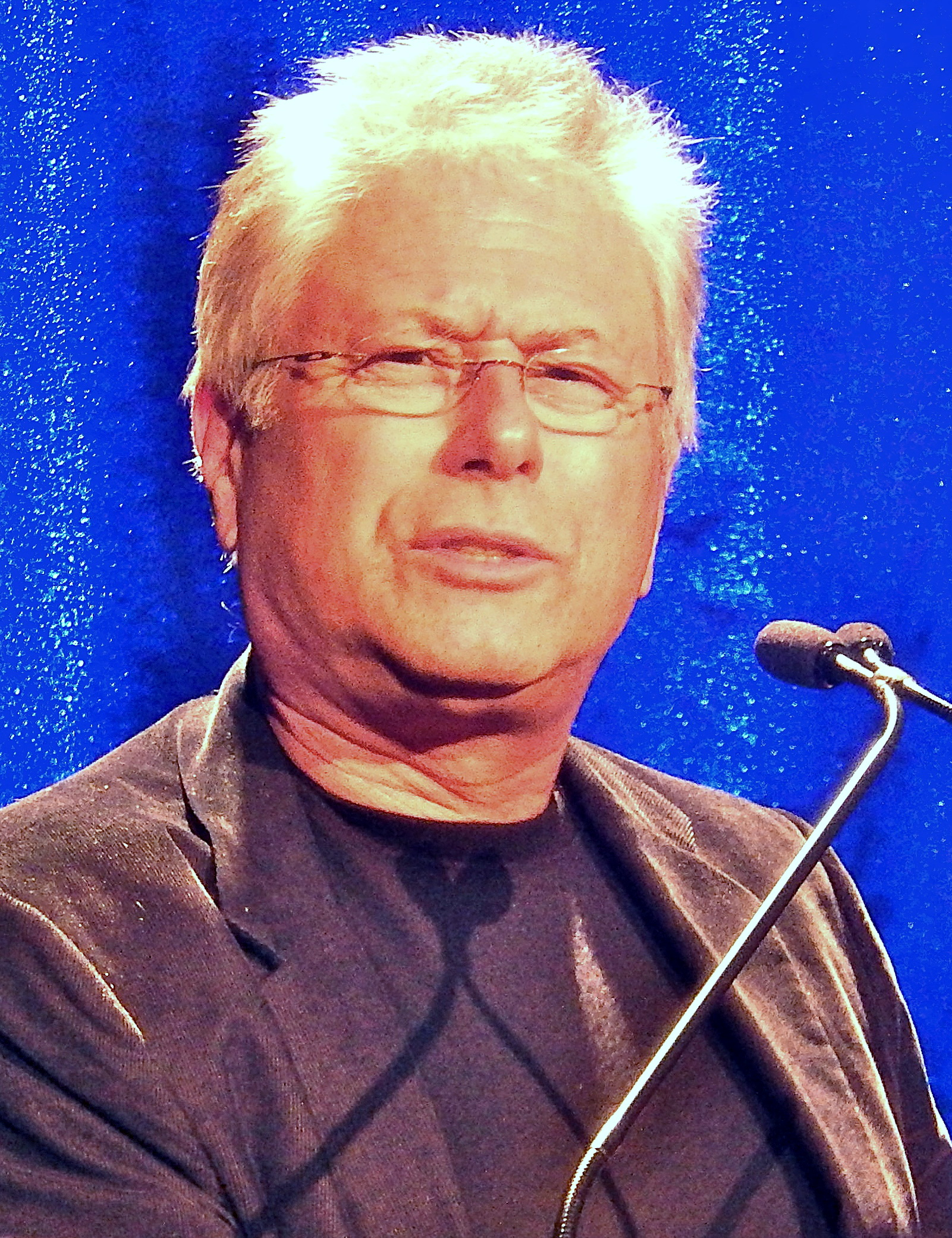
Alan Menken ha vinto nel 1993 e nel 1994.

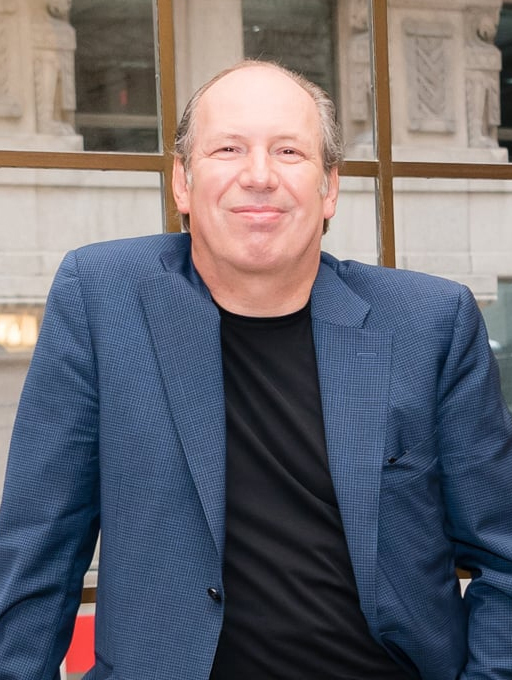
Hans Zimmer ha vinto 3 volte in questa categoria: nel 1996, nel 2009 e nel 2025. Ha ricevuto un totale di 18 candidature.

  - Dave Grusin - I favolosi Baker (The Fabulous Baker Boys)
  - Danny Elfman - Batman
  - James Horner - L'uomo dei sogni (Field of Dreams)
  - John Williams - Indiana Jones e l'ultima crociata (Indiana Jones and the Last Crusade)
  - Peter Gabriel - L'ultima tentazione di Cristo (The Last Temptation of Christ)
- 1991
  - James Horner - Glory - Uomini di gloria (Glory)
  - Danny Elfman - Dick Tracy
  - Hans Zimmer - A spasso con Daisy (Driving Miss Daisy)
  - Alan Menken - La sirenetta (The Little Mermaid)
  - Angelo Badalamenti - I segreti di Twin Peaks (Twin Peaks)
- 1992
  - John Barry - Balla coi lupi (Dances with Wolves)
  - Randy Newman - Avalon
  - Randy Newman - Awakenings
  - Danny Elfman - Edward mani di forbice (Edward Scissorhands)
  - Dave Grusin - Havana
  - Michael Kamen - Robin Hood - Principe dei ladri (Robin Hood: Prince of Thieves)
- 1993
  - Alan Menken - La bella e la bestia (Beauty and the Beast)
  - John Williams - Hook - Capitan Uncino (Hook)
  - Arturo Sandoval - I re del mambo (The Mambo Kings)
  - David Schwartz - Un medico tra gli orsi (Northern Exposure)
  - Eric Clapton - Effetto allucinante (Rush)
- 1994
  - Alan Menken - Aladdin
  - Elmer Bernstein - L'età dell'innocenza (The Age of Innocence)
  - Dave Grusin - Il socio (The Firm)
  - John Williams - Jurassic Park
  - Mark Isham - In mezzo scorre il fiume (A River Runs Through It)
- 1995
  - John Williams - Schindler's List - La lista di Schindler (Schindler's List)
  - Hans Zimmer - Il re leone (The Lion King)
  - Ryūichi Sakamoto - Piccolo Buddha (Little Buddha)
  - Thomas Newman - Le ali della libertà (The Shawshank Redemption)
  - Ennio Morricone - Wolf - La belva è fuori (Wolf)
- 1996
  - Hans Zimmer - Allarme rosso (Crimson Tide)
  - Elliot Goldenthal - Batman Forever
  - Dave Grusin - Amici per sempre (The Cure)
  - Howard Shore - Ed Wood
  - Wynton Marsalis - Joe Cool's Blues
- 1997
  - David Arnold - Independence Day
  - John Lurie - Get Shorty
  - Ennio Morricone - L'uomo delle stelle
  - Elliot Goldenthal - Il momento di uccidere (A Time to Kill)
  - Thomas Newman - Eroi di tutti i giorni (Unstrung Heroes)
- 1998
  - Gabriel Yared - Il paziente inglese (The English Patient)
  - John Williams - Il mondo perduto - Jurassic Park (The Lost World: Jurassic Park)
  - Danny Elfman - Men in Black
  - Dave Grusin - Selena
  - John Williams - Sette anni in Tibet (Seven Years in Tibet)
- 1999
  - John Williams - Salvate il soldato Ryan (Saving Private Ryan)
  - John Williams - Amistad
  - Ennio Morricone - Bulworth - Il senatore (Bulworth)
  - Gabriel Yared - La città degli angeli (City of Angels)
  - Lalo Schifrin - Rush Hour - Due mine vaganti (Rush Hour)

### Anni 2000
- 2000

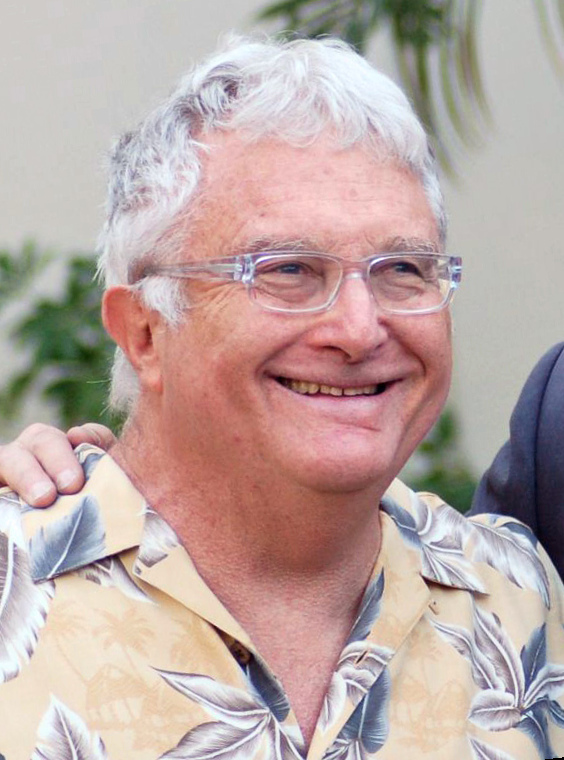
Randy Newman ha vinto in questa categoria 2 volte.

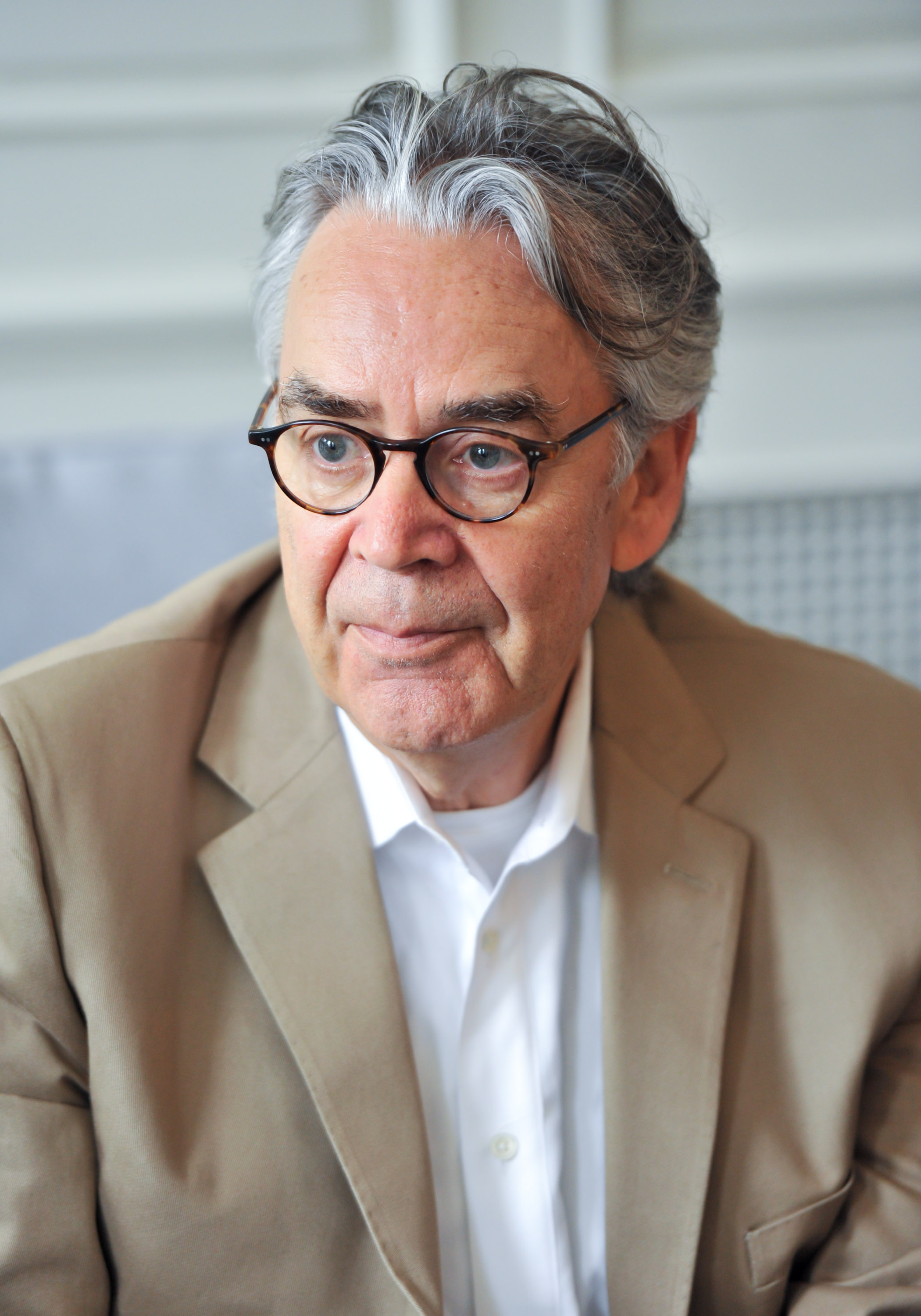
Il compositore Howard Shore ha vinto 3 volte per la trilogia Il Signore degli Anelli - La Compagnia dell'Anello, Il Signore degli Anelli - Le due torri ed Il Signore degli Anelli - Il ritorno del re

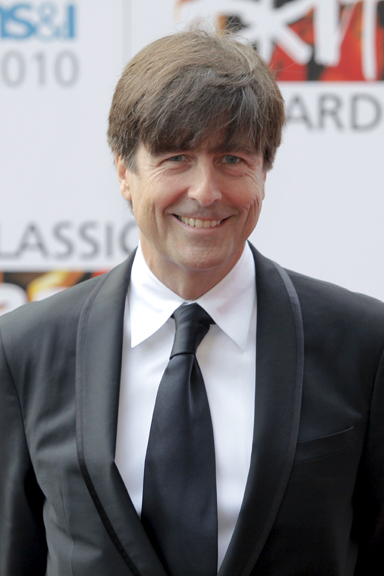
Thomas Newman ha vinto nel 2001 e nel 2014.

  - Randy Newman - A Bug's Life - Megaminimondo (A Bug's Life)
  - Nicola Piovani - La vita è bella
  - John Corigliano - Il violino rosso (Le violon rouge)
  - Stephen Warbeck - Shakespeare in Love
  - John Williams - Star Wars: Episodio I - La minaccia fantasma (Star Wars: Episode I - The Phantom Menace)
- 2001
  - Thomas Newman (compositore/produttore) e Bill Bernstein (produttore) - American Beauty
  - Rachel Portman - Le regole della casa del sidro (The Cider House Rules)
  - Lisa Gerrard e Hans Zimmer - Il gladiatore (Gladiator)
  - Jon Brion - Magnolia
  - Randy Newman - Toy Story 2 - Woody e Buzz alla riscossa (Toy Story 2)
- 2002
  - Tan Dun (artist/composer/producer), Steven Epstein (producer) e Richard King (engineer/mixer) - La tigre e il dragone (臥虎藏龍 / Wo hu cang long)
  - John Williams - A.I. - Intelligenza artificiale (Artificial Intelligence: AI)
  - Rachel Portman - Chocolat
  - Mark Isham - Men of Honor - L'onore degli uomini (Men of Honor)
  - Danny Elfman - Planet of the Apes - Il pianeta delle scimmie (Planet of the Apes)
  - Cliff Martinez - Traffic
- 2003[1]
  - Howard Shore (artista/compositore/produttore) e John Kurlander (ingegnere/mixer) - Il Signore degli Anelli - La Compagnia dell'Anello (The Lord of the Rings: The Fellowship of the Ring)
  - James Horner - A Beautiful Mind
  - John Williams - Harry Potter e la pietra filosofale (Harry Potter and the Philosopher's Stone)
  - Randy Newman - Monsters & Co. (Monsters, Inc.)
  - Danny Elfman - Spider-Man
- 2004[1][2]
  - Howard Shore (artista/compositore/produttore), John Kurlander (ingegnere) e Peter Cobbin (ingegnere/mixer) - Il Signore degli Anelli - Le due torri (The Lord of the Rings: The Two Towers)
  - John Williams - Prova a prendermi (Catch Me If You Can)
  - John Williams - Harry Potter e la camera dei segreti (Harry Potter and the Chamber of Secrets)
  - Philip Glass - The Hours
  - Randy Newman - Seabiscuit - Un mito senza tempo (Seabiscuit)
- 2005[1]
  - Howard Shore (artista/compositore/produttore) e John Kurlander (ingegnere/mixer) - Il Signore degli Anelli - Il ritorno del re (The Lord of the Rings: The Return of the King)
  - Thomas Newman - Angels in America
  - Danny Elfman - Big Fish - Le storie di una vita incredibile (Big Fish)
  - Jon Brion - Se mi lasci ti cancello (Eternal Sunshine of the Spotless Mind)
  - John Williams - Harry Potter e il prigioniero di Azkaban (Harry Potter and the Prisoner of Azkaban)
- 2006
  - Craig Armstrong (compositore/produttore), David Donaldson (produttore), Taylor Hackford (produttore) e Geoff Foster (ingegnere/mixer) - Ray
  - Howard Shore - The Aviator
  - Michael Giacchino - Gli Incredibili - Una "normale" famiglia di supereroi (The Incredibles)
  - Clint Eastwood - Million Dollar Baby
  - John Williams - Star Wars: Episodio III - La vendetta dei Sith (Star Wars: Episode III - Revenge of the Sith)
- 2007
  - John Williams (artista/compositore) e Shawn Murphy (ingegnere/mixer) - Memorie di una geisha (Memoirs of a Geisha)
  - Harry Gregson-Williams - Le cronache di Narnia - Il leone, la strega e l'armadio (The Chronicles of Narnia: The Lion, the Witch and the Wardrobe)
  - Hans Zimmer - Il codice da Vinci (The Da Vinci Code)
  - John Williams - Munich
  - Hans Zimmer - Pirati dei Caraibi - La maledizione del forziere fantasma (Pirates of the Caribbean: Dead Man's Chest)
- 2008[3]
  - Michael Giacchino - Ratatouille
  - Gustavo Santaolalla - Babel
  - James Newton Howard - Blood Diamond - Diamanti di sangue (Blood Diamond)
  - Howard Shore - The Departed - Il bene e il male (The Departed)
  - John Powell - Happy Feet
  - Javier Navarrete - Il labirinto del fauno (El laberinto del fauno)
- 2009[4]
  - Hans Zimmer e James Newton Howard - Il cavaliere oscuro (The Dark Knight)
  - John Williams - Indiana Jones e il regno del teschio di cristallo (Indiana Jones and the Kingdom of the Crystal Skull)
  - Ramin Djawadi - Iron Man
  - Jonny Greenwood - Il petroliere (There Will Be Blood)
  - Thomas Newman - WALL•E

### Anni 2010
- 2010[5]
  - Michael Giacchino - Up

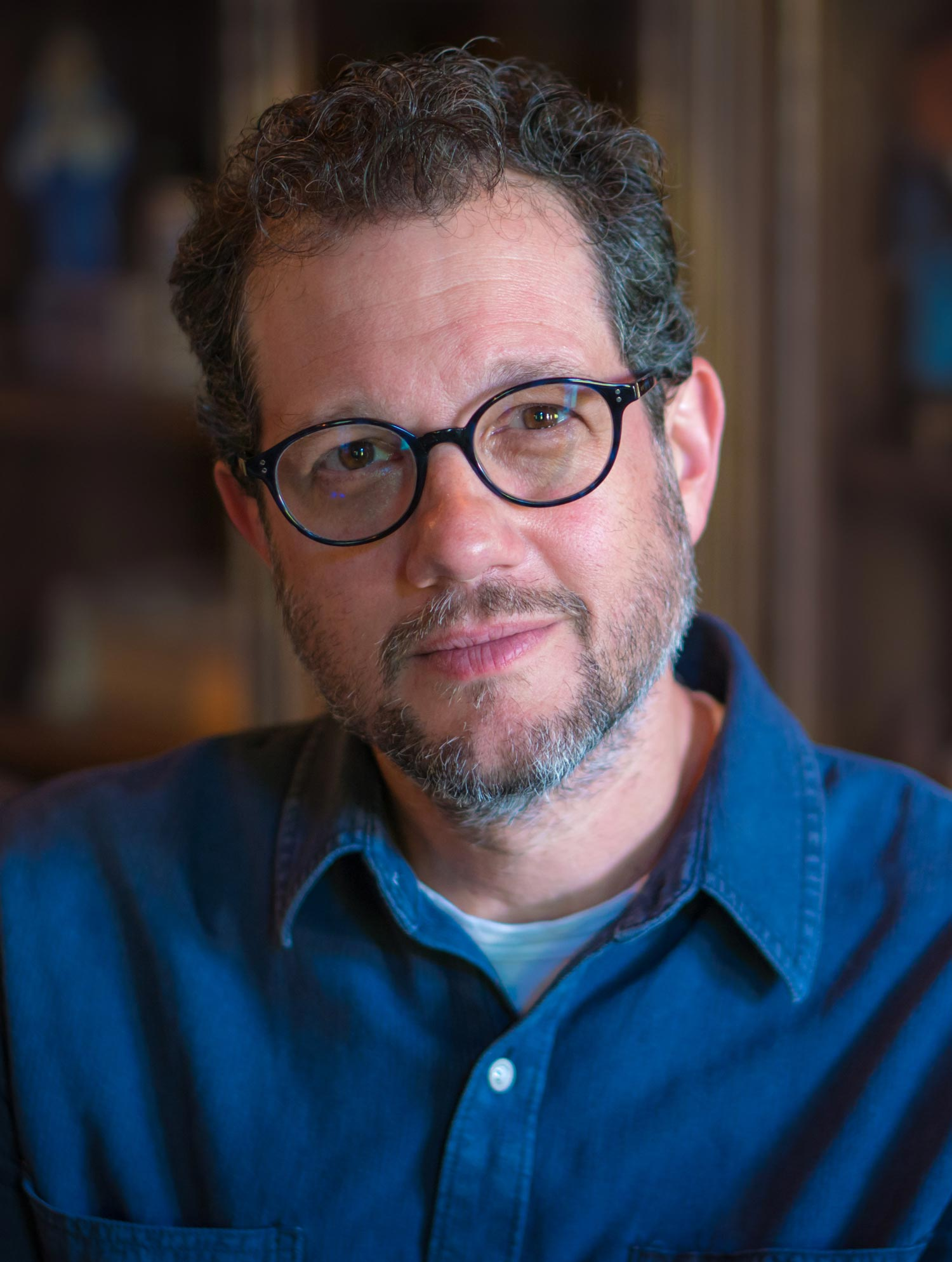
Michael Giacchino, vincitore nel 2008 per Ratatouille e nel 2010 per Up.

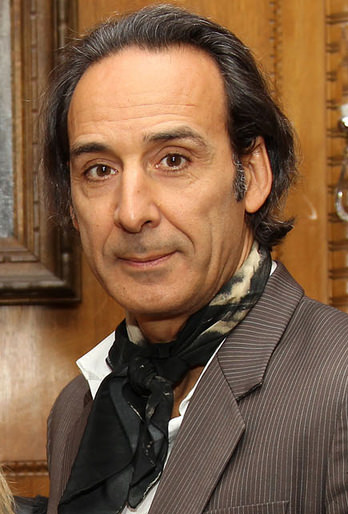
Alexandre Desplat ha vinto nel 2012 e nel 2015.

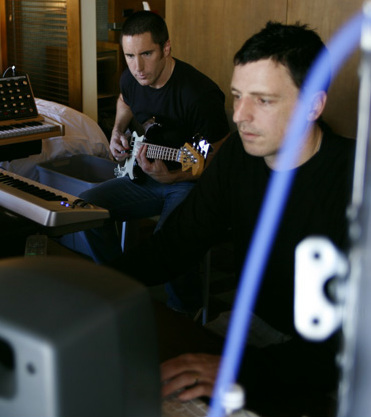
Trent Reznor e Atticus Ross hanno vinto due volte: per Millennium - Uomini che odiano le donne nel 2013 e per Soul nel 2022 (quest'ultimo con Jon Batiste).

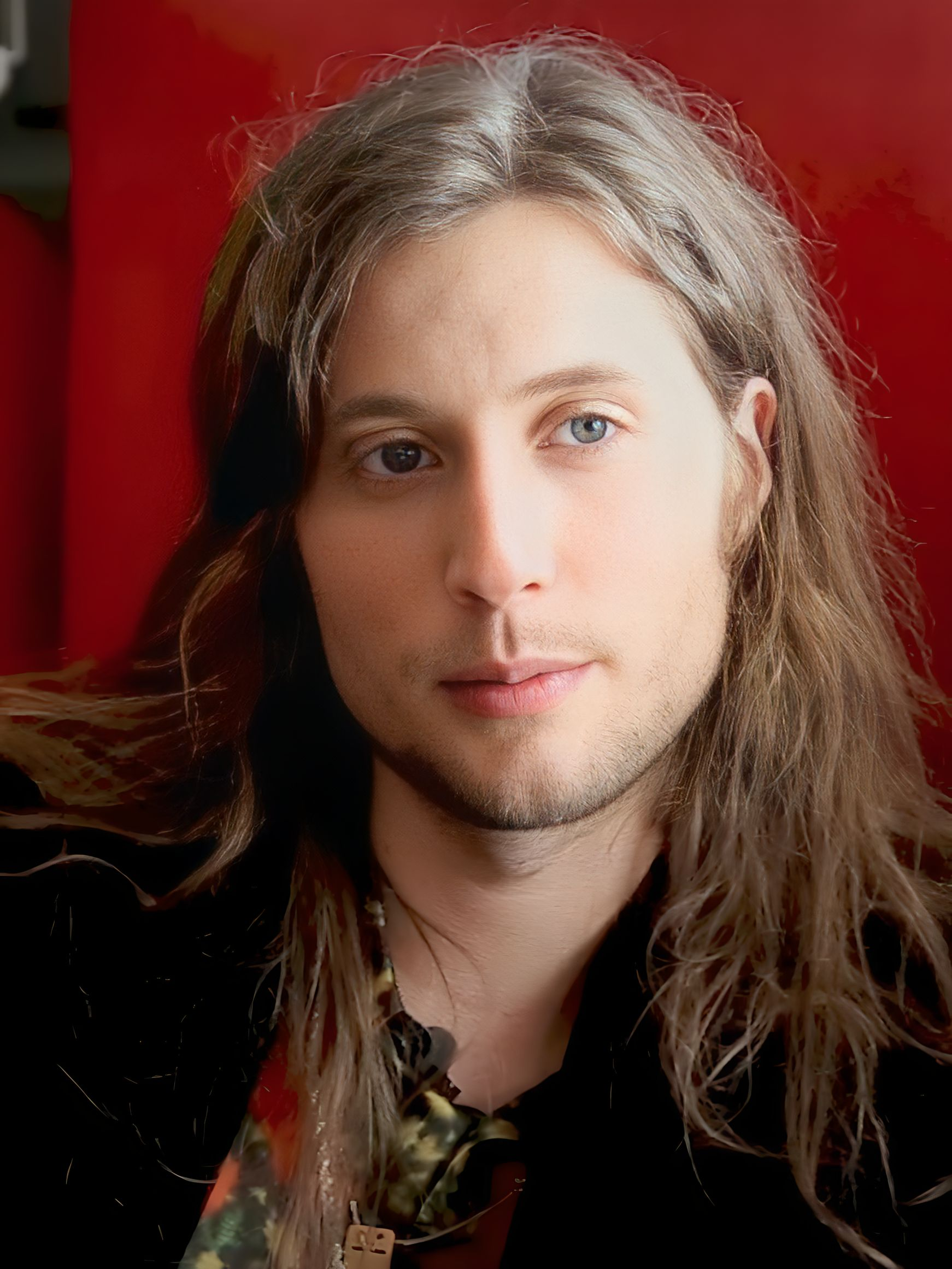
Ludwig Göransson ha vinto due volte in questa categoriaː nel 2019 e nel 2024.

  - Alexandre Desplat - Il curioso caso di Benjamin Button (The Curious Case of Benjamin Button)
  - Nicholas Hooper - Harry Potter e il principe mezzosangue (Harry Potter and the Half-Blood Prince)
  - Danny Elfman - Milk
  - Michael Giacchino - Star Trek
- 2011[6]
  - Randy Newman - Toy Story 3 - La grande fuga (Toy Story 3)
  - Danny Elfman - Alice in Wonderland
  - James Horner - Avatar
  - Hans Zimmer - Inception
  - Hans Zimmer - Sherlock Holmes
- 2012[7]
  - Alexandre Desplat - Il discorso del re (The King's Speech)
  - Clint Mansell - Il cigno nero (Black Swan)
  - Alexandre Desplat - Harry Potter e i Doni della Morte - Parte 2 (Harry Potter and the Deathly Hallows - Part 2)
  - Ryan Shore - The Shrine
  - Daft Punk - Tron: Legacy
- 2013[8]
  - Trent Reznor ed Atticus Ross - Millennium - Uomini che odiano le donne (The Girl with the Dragon Tattoo)
  - John Williams - Le avventure di Tintin - Il segreto dell'Unicorno (The Adventures of Tintin)
  - Ludovic Bource - The Artist
  - Hans Zimmer - Il cavaliere oscuro - Il ritorno (The Dark Knight Rises)
  - Howard Shore - Hugo Cabret (Hugo)
  - Austin Wintory - Journey
- 2014[9]
  - Thomas Newman - Skyfall
  - Alexandre Desplat - Argo
  - Craig Armstrong - Il grande Gatsby (The Great Gatsby)
  - Mychael Danna - Vita di Pi (Life of Pi)
  - John Williams - Lincoln
  - Alexandre Desplat - Zero Dark Thirty
- 2015[10]
  - Alexandre Desplat - Grand Budapest Hotel (The Grand Budapest Hotel)
  - Christophe Beck - Frozen
  - Trent Reznor ed Atticus Ross - L'amore bugiardo - Gone Girl (Gone Girl)
  - Steven Price - Gravity
  - Thomas Newman - Saving Mr. Banks
- 2016[11]
  - Antonio Sánchez - Birdman
  - Alexandre Desplat - The Imitation Game
  - Hans Zimmer - Interstellar
  - Jóhann Jóhannsson - La teoria del tutto (The Theory of Everything)
  - Justin Hurwitz - Whiplash
- 2017[12]
  - John Williams - Star Wars - Il risveglio della Forza (Star Wars: The Force Awakens)
  - Thomas Newman - Il ponte delle spie (Bridge Of Spies)
  - Ennio Morricone - The Hateful Eight
  - Alva Noto e Ryūichi Sakamoto - Revenant - Redivivo (The Revenant)
  - Kyle Dixon e Michael Stein - Stranger Things, Vol. 1
  - Kyle Dixon e Michael Stein - Stranger Things, Vol. 2
- 2018[13]
  - Justin Hurwitz - La La Land
  - Jóhann Jóhannsson - Arrival
  - Hans Zimmer - Dunkirk
  - Ramin Djawadi - Il Trono di Spade (settima stagione) (Game of Thrones: Season 7)
  - Benjamin Wallfisch, Pharrell Williams e Hans Zimmer - Il diritto di contare (Hidden Figures)
- 2019[14]
  - Ludwig Göransson - Black Panther
  - Benjamin Wallfisch e Hans Zimmer - Blade Runner 2049
  - Michael Giacchino - Coco
  - Alexandre Desplat - La forma dell'acqua - The Shape of Water (The Shape of Water)
  - John Williams - Star Wars - Gli ultimi Jedi (Star Wars: The Last Jedi)

### Anni 2020
- 2020[15]
  - Hildur Guðnadóttir - Chernobyl

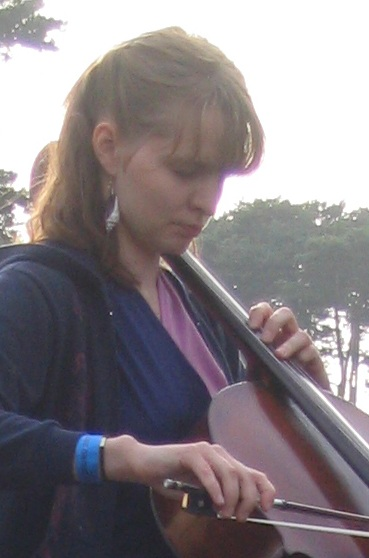
Hildur Guðnadóttir è diventata la prima donna solista a vincere il premio due volte consecutive (nel 2020 per Chernobyl e nel 2021 per Joker).

  - Alan Silvestri - Avengers: Endgame
  - Ramin Djawadi - Il Trono di Spade (ottava stagione) (Game of Thrones: Season 8)
  - Hans Zimmer - Il re leone (The Lion King)
  - Marc Shaiman - Il ritorno di Mary Poppins (Mary Poppins Returns)
- 2021[16]
  - Hildur Guðnadóttir - Joker
  - Thomas Newman - 1917
  - Max Richter - Ad Astra
  - Kamasi Washington - Becoming
  - John Williams - Star Wars - L'ascesa di Skywalker (Star Wars: The Rise of Skywalker)
  - Adel Hakki - Miss Farah (الآنسة فرح)
- 2022[17]
  - Jon Batiste, Trent Reznor ed Atticus Ross - Soul (ex aequo)
  - Carlos Rafael Rivera - La regina degli scacchi (The Queen's Gambit) (ex aequo)
  - Kris Bowers - Bridgerton
  - Hans Zimmer - Dune
  - Ludwig Göransson - The Mandalorian: Season 2 – Vol. 2 (Chapters 13–16)
- 2023[18]
  - Germaine Franco - Encanto
  - Michael Giacchino  - The Batman
  - Hans Zimmer - No Time to Die
  - Jonny Greenwood - Il potere del cane (The Power of the Dog)
  - Nicholas Britell - Succession: Season 3
- 2024[19][20]
  - Oppenheimer – Ludwig Göransson
  - The Fabelmans – John Williams
  - Indiana Jones and the Dial of Destiny – John Williams
  - Black Panther: Wakanda Forever – Ludwig Göransson
  - Barbie – Mark Ronson e Andrew Wyatt

- 2025[21]
  - Hans Zimmer - Dune - Parte due (Dune: Part Two)
  - Laura Karpman - American Fiction
  - Trent Reznor e Atticus Ross - Challengers
  - Kris Bowers - Il colore viola (The Color Purple)
  - Nick Chuba, Atticus Ross e Leopold Ross - Shōgun